# Beau Is Afraid
Pour plus de détails, voir Fiche technique et Distribution.
Beau Is Afraid, ou Beau a peur au Québec, est une comédie noire d'horreur américaine écrite, réalisée et co-produite par Ari Aster, sortie en 2023.
Le film suit Beau Wassermann qui est un homme calme et discret, vivant modestement dans son appartement délabré dans un quartier en proie à la criminalité sévère. À la mort de sa mère, Beau tente de rentrer pour assister à ses funérailles, étant accablé par ses proches le traitant d'égoïste. Alors qu'il entame une odyssée inoubliable, l'univers entier semble se liguer contre lui.
Il s'agit du troisième long-métrage du réalisateur, après Hérédité et Midsommar.

## Synopsis
Beau Wassermann est le fils d'une femme d'affaires célèbre et riche, Mona. Il grandit sans père, qui, selon sa mère, est mort pendant un orgasme (qui était également le moment où Beau a été conçu), une condition médicale héréditaire qui, selon elle, a été transmise à Beau. Adolescent en croisière avec sa mère, Beau rencontre et tombe amoureux d'une fille nommée Elaine. Les deux s'embrassent et promettent de rester vierges jusqu'à ce qu'ils se retrouvent à l'âge adulte.
À l'âge adulte, Beau est extrêmement anxieux et vit seul dans une ville en proie à la criminalité où règnent uniquement sans-abris et criminels. Son psychiatre lui prescrit un médicament pour son anxiété, mais il l'avertit de ne le prendre qu'avec de l'eau sous risque de mort. Réveillé après une nuit de sommeil interminable, il se prépare pour aller voir sa mère pour l'anniversaire de la mort de son père, mais il se réveille en retard après qu'un voisin l'a empêché de dormir avec sa musique forte. Après avoir accéléré le pas, il découvre que ses clés et ses bagages ont été volés alors qu'elles attendaient à sa porte. Beau appelle sa mère pour lui expliquer la situation, mais elle le prend mal et ne le croit pas.
Beau prend ses médicaments, mais panique lorsqu'il découvre qu'il y a une panne d'eau dans tout son bâtiment. En se rendant dans une épicerie capable de lui fournir de l'eau de l'autre côté de la rue, il échappe à un groupe de sans-abri enragés, qui pénètrent finalement par effraction dans son appartement sans que Beau, impuissant, ne puisse y accéder. Après avoir dormi sur des échafaudages à l'extérieur du bâtiment, Beau retourne dans son appartement vandalisé le lendemain matin. Il tente d'appeler sa mère, mais un livreur d'UPS répond. Il lui explique qu'il est en face d'un corps d'une femme décapitée par un lustre. En vérifiant, la femme était bien Mona Wassermann, la mère de Beau. En état de choc, il essaie de prendre un bain, pour découvrir un intrus caché dans le plafond au-dessus de sa baignoire. L'intrus tombe et Beau court nu hors de son appartement et dans les rues. Après une brève confrontation avec un policier l'ayant confondu avec un meurtrier nudiste, Beau est renversé par un food truck.
Beau se réveille deux jours plus tard dans la maison d'un couple marié, Grace et Roger. Ils s'occupent d'un vétéran instable nommé Jeeves, qui était le camarade de l'armée de leur fils Nathan avant qu'il ne soit tué au combat. Le couple a une jeune fille adolescente rebelle et angoissée nommée Toni qui méprise instantanément Beau. Beau appelle l'avocat de Mona, Dr Cohen, qui le réprimande et informe Beau que malgré la coutume juive de mettre le corps au repos dès que possible, son dernier souhait était de ne pas être enterré jusqu'à ce que Beau soit présent. Roger promet d'emmener Beau au domaine de sa mère dès que possible, mais insiste pour qu'il se repose jusqu'à ce qu'il soit guéri. Tout au long du séjour de Beau dans leur maison, Grace lui laisse entendre subtilement qu'il est surveillé et avertit Beau de ne pas « s'en vouloir à lui-même ». Le jour du départ de Beau, il apprend qu'il est surveillé et filmé dans le salon après avoir allumé la télévision et être tombé sur lui-même, filmé par une caméra dissimulée dans un mur en direct. Décontenancé, il appuie sur la télécommande pour accélérer la scène et découvre que ce qu'affiche la télévision est un moment se déroulant dans le futur. Furieuse, Toni fait irruption dans le salon et emmène Beau dans l'ancienne chambre de son frère défunt et tente de le forcer à peindre les murs de différentes couleurs. Lorsqu'il refuse, elle lui explique "qu'il a raté le test" et qu'ils doivent être punis. Ne sachant absolument pas de quoi Toni parle, Beau prend peur. Toni essaye de le réprimander impitoyablement en l'obligeant à boire un pot de peinture avant de le faire elle-même, se suicidant délibérément. Ayant entendu les cris de Toni et Beau, Grace entre dans la pièce et tombe sur Beau, debout au-dessus du corps inconscient de Toni et le blâme violemment pour sa mort, lui reprochant de vouloir remplacer son fils. Alors que Beau s'enfuit dans les bois, Grace ordonne à Jeeves de le déchirer en pièces.
Perdu dans les bois, Beau tombe sur un groupe d'acteurs de théâtre itinérants nommé « Les orphelins de la forêt ». Il est invité à leur répétition et devient fasciné par la pièce, s'imaginant comme le protagoniste, qui passe toute sa vie à chercher sa famille après qu'ils sont séparés par une inondation. Un homme s'approche de Beau et l'informe qu'il a connu son père et qu'il est vivant, avant de disparaître dans les buissons. Soudain, la troupe est prise en embuscade par Jeeves, où il massacre plusieurs acteurs, et Beau s'enfuit plus profondément dans les bois.
Beau fait de l'auto-stop pour le reste de son chemin jusqu'au domaine, et découvre qu'il venait de manquer les funérailles de sa mère. Décontenancé et vidé de son énergie, il fait la sieste sur le canapé et se réveille en entendant la voix d'une femme entrant dans la maison, en retard pour les funérailles. Après 20 ans sans l'avoir vue, Beau se rend compte que c'est Elaine. Contents des retrouvailles, ils se dirigent vers la chambre de Mona et font l'amour. Beau est terrifié à l'idée de mourir à la seconde où il éjacule, mais il est terriblement soulagé lorsqu'il survit. Cependant, en regardant le visage d'Elaine, il se rend compte que celle-ci est décédée au milieu de l'apogée et que son corps est gelé. Revivant une fois de plus un cauchemar, Beau s'effondre au sol en sanglots. Mona apparaît alors de l'ombre et révèle qu'elle était non seulement encore en vie, mais qu'elle surveillait Beau depuis le début. Elle humilie Beau et révèle que son psychiatre travaille pour elle, partageant leurs séances avec elle depuis de longues années. Il demande à connaître la vérité sur son père, furieuse, elle l'emmène au grenier. Depuis son plus jeune âge, Beau faisant un cauchemar où sa mère enfermait un autre petit garçon dans le grenier. Après être enfermé lui-même dans le fameux grenier, Beau apprend que ce n'était pas un cauchemar mais un souvenir. Il découvre avec frayeur qu'il a non seulement un frère jumeau caché et enfermé depuis des années, mais que son père est en fait un monstre géant en forme de pénis. À ce moment, Jeeves fait irruption dans la maison et, en voyant le monstre, il s'attaque à lui pour être tué en retour par le monstre. Après être sorti du grenier et s'être fait humilier par sa mère le trouvant égoïste, Beau, enragé l'étrangle. Le corps de Mona s'effondre sur la table en verre du salon et la casse.
Sous le choc, Beau quitte le domaine gardant la bouche ouverte et trouve un bateau à moteur sur une plage, il le prend et s'enfuit dans la mer. Après être entré dans une grotte mystérieuse, le moteur du bateau s'arrête et il se retrouve maintenant dans une arène bondée où il est jugé par Mona, toujours en vie, et le Dr Cohen sur un podium, agissant en tant que procureurs. Sur un gigantesque écran de projection, ils montrent des vidéos de Beau agissant de façon égoïste et comme un mauvais fils, tandis qu'un avocat de la défense bon marché défend Beau, mais est bientôt assassiné par l'un des hommes de main de Mona l'ayant jeté sur un rocher et le tuant sur le coup. Beau essaie de se débrouiller seul et de raisonner les procureurs, mais il découvre que ses pieds sont maintenant collés au bateau. Il tente de faire appel à sa mère, mais lorsqu'il voit qu'elle ne répond pas, il accepte finalement son sort. Le moteur du bateau explose, retournant le bateau et noyant Beau. Le générique de fin roule silencieusement alors que la foule quitte l'arène avec le Dr Cohen et Mona, qui sanglote de manière incontrôlable.

## Fiche technique
Sauf indication contraire, les informations mentionnées dans cette section peuvent être confirmées par la base de données cinématographiques IMDb,  présente dans la section « Liens externes ».
- Titre original et francophone : Beau Is Afraid[1]
- Ancien titre : Disappointment Blvd.
- Titre québécois : Beau a peur[2]
- Réalisation et scénario : Ari Aster
- Musique : Bobby Krlic[3]
- Décors : Fiona Crombie (en)
- Animation : Cristobal León & Joaquín Cociña (en)
- Costumes : Alice Babidge
- Photographie : Pawel Pogorzelski
- Montage : Lucian Johnston
- Production : Ari Aster et Lars Knudsen
- Production déléguée : Elisa Alvares, Timo Argillander, Len Blavatnik, Danny Cohen et Ann Ruark
- Sociétés de production : A24 et Square Peg
- Sociétés de distribution : A24 (États-Unis), ARP Sélection & Original Factory (France)
- Budget : 34 millions de dollars (estimation)[4]
- Pays de production :  États-Unis
- Langue originale : anglais
- Format : couleur — 1,85:1 — Dolby Digital — IMAX 6-Track
- Genre : comédie horrifique
- Durée : 179 minutes
- Dates de sortie[3] :
  - États-Unis : 1er avril 2023 (séance surprise au Alamo Drafthouse Cinema (en)) ; 14 avril 2023 (projections en IMAX à New York et Los Angeles), 21 avril 2023 (sortie nationale)
  - France : 26 avril 2023
  - Belgique : 10 mai 2023

## Distribution
- Joaquin Phoenix (VF : Boris Rehlinger) : Beau Wassermann
  - Armen Nahapetian : Beau Wassermann, adolescent
- Patti LuPone (VF : Danièle Douet) : Mona Wassermann, la mère de Beau
  - Zoe Lister-Jones (VF : Céline Mauge) : Mona Wassermann, jeune
- Amy Ryan : Grace
- Nathan Lane : Roger
- Kylie Rogers : Toni
- Denis Ménochet : Jeeves
- Parker Posey : Elaine Bray
  - Julia Antonelli : Elaine, adolescente
- Stephen McKinley Henderson : Dr Jeremy Friel
- Richard Kind : Dr Cohen
- Hayley Squires (VF : Julie Mouchel) : Penelope
- Julian Richings : l'homme étrange
- Bill Hader : le livreur UPS
- Manuel Tadros : le gérant de l'épicerie[réf. nécessaire]
- Maev Beaty : l'ange / la narratrice de la pièce
- Michael Gandolfini (VF : Nicolas Helpiquet) : un des fils de Beau
- Théodore Pellerin : un des fils de Beau

Version française
- Studio de doublage : AGM Factory
- Direction artistique : Thomas Charlet

 Source et légende : version française (VF) sur RS Doublage

## Production

### Genèse et développement
En juin 2020, le réalisateur Ari Aster déclare vouloir écrire et réaliser une « comédie cauchemardesque » de 4 h avec Joaquin Phoenix dans le rôle principal.
Le 18 février 2021, on annonce que la société A24 produira le film, désormais intitulé Disappointment Blvd. Le 21 juin, les acteurs Nathan Lane, Patti LuPone, Kylie Rogers et Amy Ryan sont annoncés. En juillet, A24 révèle que Parker Posey, Stephen Henderson, Denis Ménochet, Michael Gandolfini, Zoe Lister-Jones et Hayley Squires seront également à l'affiche.
L'acteur Stephen Henderson a décrit Aster et Phoenix comme « si sympathiques… Leur façon de travailler ensemble était comme s'ils étaient de très vieux amis. Ils pouvaient se fâcher et se réconcilier en l'espace de quelques secondes. Mais le travail était toujours le plus important pour eux. »[réf. nécessaire].
Après plusieurs hésitations de la part du réalisateur, A24 annonce que le film, initialement nommé Disappointment Blvd., change de nom pour Beau Is Afraid, faisant référence au court métrage éponyme.

### Tournage
Le tournage commence le 28 juin 2021 à Montréal, au Québec, et s'achève en octobre de la même année. Le film est tourné en partie à Saint-Bruno-de-Montarville, près de Montréal au Québec, avec le directeur de la photographie Pawel Pogorzelski et la décoratrice Fiona Crombie (en),.

## Accueil

### Sortie
Beau Is Afraid est initialement prévu pour 2022, mais sa sortie est repoussée à cause de retards de production. Il est présenté en avant-première le 1er avril 2023 comme poisson d'avril — le public étant initialement présent pour regarder un nouveau montage de Midsommar, le film précédent d'Aster — lors d'une séance de questions-réponses animée par Emma Stone au Alamo Drafthouse Cinema à Brooklyn. Le film sort aux États-Unis le 14 avril dans certaines salles IMAX de Los Angeles et de New York avant de bénéficier d'une sortie générale le 21 avril,. Le film y est distribué par A24. D'autres séances de questions-réponses sont animées par Martin Scorsese, Rachel Sennott et Nathan Fielder. En France et en Suisse, il sort le 26 avril 2023. Il est distribué par ARP Sélection et Originals Factory en France et Elite Film en Suisse,. Beau Is Afraid sort le 10 mai 2023 en Belgique.

### Critique
En France, le site Allociné propose une moyenne de 3,5⁄5, fondée sur 30 critiques de presse.

### Box office
Lors de son week-end d'ouverture, le film a rapporté 320 396 dollars, terminant 14e au box-office. Diffusé dans 965 salles lors de son deuxième week-end, le film a rapporté 2,7 millions de dollars, terminant 9e.
| Pays ou région    | Box-office     | Date d'arrêt du box-office | Nombre de semaines |
| ----------------- | -------------- | -------------------------- | ------------------ |
| États-Unis Canada | 8 176 562 $    | 8 juin 2023                | 8                  |
| France            | 70 904 entrées | 13 juin 2023               | 7                  |
| Total mondial     | 11 454 102 $   | -                          | -                  |

## Distinction

### Nomination
- Golden Globes 2024 : Meilleur acteur dans un film musical ou une comédie pour Joaquin Phoenix